# Liste der Universitäten in Bulgarien
Dies ist eine Liste der Universitäten, Hochschulen und Akademien in Bulgarien:

## Universitäten
- Süd-West-Universität Neofit Rilski in Blagoewgrad (gegründet 1983)
- Amerikanische Universität in Bulgarien in Blagoewgrad (privat 1991)
- Staatliche Universität Burgas Assen-Slatarow in Burgas (1963)
- Freie Universität Burgas in Burgas (privat 1991)
- Technische Universität Gabrowo in Gabrowo (1964)
- Europäische Polytechnische Universität in Pernik
- Medizinische Universität Plewen in Plewen (1974)
- Paisii-Hilendarski-Universität Plowdiw in Plowdiw (1961)
- Landwirtschaftliche Universität Plowdiw in Plowdiw (1945)
- Medizinische Universität Plowdiw (1945)
- Angel-Kantschew-Universität Russe in Russe (1954)
- Konstantin-Preslawski-Universität Schumen in Schumen (1971)
- Universität für Forstwirtschaft Sofia
- Medizinische Universität Sofia (1917)
- Neue Bulgarische Universität Sofia (privat 1991)
- Sv. Kliment Ohridski-Universität Sofia (1888)
- St. Iwan-Rilski-Universität für Bergbau und Geologie Sofia (1953)
- Universität für Architektur, Bauingenieurwesen und Geodäsie Sofia (1942)
- Technische Universität Sofia (1945)
- Universität für National- und Weltwirtschaft Sofia (1920)
- Universität für chemische Technologie und Metallurgie Sofia (UCTM)
- Trakische Universität Stara Sagora in Stara Sagora (1995)
- Medizinische Universität Stara Sagora (1945/1995)
- Freie Universität Warna (in Warna) (privat 1991)
- Medizinische Universität Warna (1961)
- Technische Universität Warna (1962)
- Wirtschaftsuniversität Warna (1920)
- Cyril und St. Methodius-Universität Weliko Tarnowo (1963)
- Nationale Militärische Universität „Wassil Lewski“ in Weliko Tarnowo

## Akademien
- Bulgarische Akademie der Wissenschaften (gegründet 1869)
- Nationale Kunstakademie Sofia (1896)
- Nationale Akademie für Theater- und Filmkunst „Krastjo Sarafow“in Sofia (1948)
- Marineakademie Nikola Wapzarow in Warna (1881)
- Nationale Sportakademie „Wassil Lewski“ in Sofia (1942)
- Nationale Musikakademie „Prof. Pantscho Wladigerow“ in Sofia (1921)
- Geistliche Akademie Kyril und Method in Plowdiw (kirchlich 1964)
- Geistliche Akademie Iwan Rilski in Sofia (kirchlich 1884)

## Hochschulen
- Hochschule für Bibliothekswissenschaft und Informationstechnologien Sofia (2004)
- Hochschule für Finanzökonomie
- Hochschule für Volkswirtschaft
- Hochschule der Nahrungs- und Genussmittelindustrie Plowdiw
- Tsenov-Wirtschaftsakademie Swischtow in Swischtow